# 聖女 (忍者)
聖女（せいじょ）は、真田氏が統治した松代藩に伝来した忍術書に名前が見える女性の忍術伝承者である。この忍術書は武田氏伝来のもので、松代藩家臣の根津氏の望月一党によって伝えられたもので、江戸時代には甲陽流と呼ばれることになる。男性忍者と同様の諜報活動や破壊工作を行う女忍者、いわゆるくノ一の存在は学術的に存在が疑問視されているものの、聖女は女性忍者として資料に記載された珍しい一例である。

## 概要

### 歴史的背景
元々根津氏と望月氏は滋野朝臣から出た同族であり、海野氏とともに滋野三家を構成し、後に仕えることとなる真田氏も一説には海野氏の支流とされる。また、望月氏は近江国甲賀郡主として赴任した望月兼家を祖とする甲賀望月氏を支流に持っており、同氏が後に甲賀五十三家の筆頭格として望月出雲守などの著名な忍びを輩出することとなる。
戦国時代、滋野三家は信濃国小県郡や佐久郡にて勢力を保持していたが、天文10年（1541年）の武田信玄の侵攻（海野平の戦い）を契機に海野氏宗家は滅亡し、根津氏、望月氏、真田氏は武田家家臣として仕えることになる。
根津氏の本拠は小県郡禰津だが、同地は歩き巫女の地として有名であり、望月昌頼の妻の千代女が居住した村でもある。望月千代女に関しては、歴史考証家の稲垣史生が忍者であるという仮説を提示して広く巷間に広まっているが、三重大学人文学部准教授の吉丸雄哉は同説について完全な憶測に基づいているとして厳しく批判している。他方で、歩き巫女研究家の石川好一の調査によると、歩き巫女を統率し神事舞太夫の子孫の家に3通の人相書きが伝わっており、何らかの情報活動を行っていた可能性はあるのではないかとの指摘もある。
また、元亀年間に信玄の父信虎は足利義昭に加勢して甲賀に逗留しており、信虎の娘ふくが甲賀水口の美濃部茂俊の領地の年貢徴収権を与えられるなど甲賀地域と関係をもっていた。このことから武田系の忍術書には伊賀・甲賀忍術の影響がみられるという。
天目山の戦いにおいて武田家が滅亡した後、根津氏は常安が家督を甥の昌綱に譲って徳川家康に仕えた一方、昌綱は後北条氏を経て、上杉氏、徳川氏と渡り歩き、最終的に真田昌幸に仕えてその子孫は松代藩の家臣となった。

### 伝書の記述
聖女が伝承者として記載されている伝書は、伊賀流忍者博物館に所蔵されている。この伝書には流儀として伊賀流と甲賀流の二つが併記されている（もっとも、忍者にとって伊賀と甲賀は同一の地理圏内にあり、国境は意識されていなかったともされる）。伝書の中には山本勘助なども登場するが、内容は大半が『軍法侍用集』と共通し、そこに呪術を加味したものである。この流派は江戸時代に勘助や横田高松などを流祖に擬した「甲陽流」という武術として発展し、幕末まで続くこととなる。
伊賀流忍者博物館名誉館長の川上仁一は「聖女」という伝承者はその名前から独身女性であったのではないかと推測している。ただし、川上は伝書における聖女の記述についてそれ以上詳細に述べておらず、具体的な彼女の生涯については不明である。
聖女と関係するかは不明だが、中島篤巳は松代藩に伝わった武田信玄系の忍術伝書『竊奸秘伝書』に梅村澤野という女性が流祖として記されていると述べている。